# Dronning Alexandrine til flyveopvisning
|  | Denne artikel er oprettet af botten Steenthbot ud fra en ekstern database. Den kan derfor have sproglige fejl eller mangler. Denne skabelon kan fjernes efter kontrol af indholdet. |

Dronning Alexandrine til flyveopvisning er en dansk dokumentarisk optagelse fra 1945.

## Handling
Optagelserne er formentlig fra den store Royal Air Force flyveopvisning 1. juli 1945 i Kastrup Lufthavn. På filmen ses, udover Dronning Alexandrine, generalløjtnant Gørtz, viceadmiral A.H. Vedel, udenrigsminister Ole Bjørn Kraft samt amerikanske generaler og officerer.

## Medvirkende
- Kong Christian X
- Dronning Alexandrine